# Вертелецький Іван
Іван Вертелецький (р.н. невід. — розстріляний 1663) — український воєначальник доби Руїни. Сотник Іллінецької сотні Кальницького полку в добу Б. Хмельницького (1649), полковник Кальницького полку (1659—1660), герой Конотопської битви (1659). Очолив повстання Кальницького полку проти гетьмана Правобережної України Павла Тетері. Розстріляний за його наказом 1663.